# Igea (Spagna)
Igea è un comune spagnolo di 740 abitanti situato nella comunità autonoma di La Rioja.